# Lytocarpia formosa
Lytocarpia formosa is een hydroïdpoliep uit de familie Aglaopheniidae. De poliep komt uit het geslacht Lytocarpia. Lytocarpia formosa werd in 1851 voor het eerst wetenschappelijk beschreven door Busk. 